# 印度洋馬夫魚
印度洋馬夫魚，為輻鰭魚綱鱸形目蝴蝶魚科的一個種。

## 分布
本魚分布於印度洋區，包括印度、斯里蘭卡、安達曼海、馬爾地夫、印尼等海域。

## 深度
水深1-25公尺。

## 特徵
本魚體色以白色為基底，並有兩條粗寬的斜條紋，顏色由淺褐色逐漸變成深褐色或黑色。一條從前額延伸至鰓蓋，吻深褐色。另一條從背鰭硬棘部延伸至魚體中央分岔成兩段，一延伸至腹部，一延伸至臀鰭軟條部。背鰭軟條部和尾鰭為淺褐色。頸背的正中央有骨質突起，老成魚甚至彎曲成銳利狀，有如牛角。背鰭硬棘10枚、軟條23-25枚；臀鰭硬棘3枚、軟條17-18枚。體長可達17公分。

## 生態
本魚棲息在潟湖或珊瑚礁區，通常成對出現或成一小群，肉食性，以珊瑚蟲及小型底棲生物為食。

## 經濟利用
為觀賞性魚類，易於飼養，不供食用。